# Marcus Asinius Sabinianus
Marcus Asinius Sabinianus a III. Gordianus elleni lázadás vezére Africa provinciában. Császárrá kiáltotta ki magát, de miután Mauritánia kormányzója legyőzte (240-ben), és karthagoi hívei átadták a császári hatóságoknak.